# Tom Lazarus
Tom Lazarus est un scénariste, réalisateur et producteur américain né le 5 octobre 1942 à New York, New York (États-Unis).

## Filmographie

### comme scénariste
- 2002 : The Exhibitionist Files (vidéo)
- 1976 : Drömmen om Amerika
- 1978 : The President's Mistress (en) (TV)
- 1978 : Columbo : How to Dial a Murder (TV)
- 1979 : Survival of Dana (TV)
- 1979 : Just You and Me, Kid (en)
- 1981 : The Awakening of Candra (TV)
- 1981 : The Ordeal of Bill Carney (TV)
- 1982 : Hear No Evil (TV)
- 1982 : Les Monstres du labyrinthe (Mazes and Monsters) (TV)
- 1996 : Le Prix à payer (Centerfold)
- 1999 : Stigmata

### comme réalisateur
- 1997 : Movies Kill
- 1999 : Word of Mouth
- 2000 : House of Love
- 2001 : Voyeur confessions (vidéo)
- 2001 : 7 Lives Exposed (série TV)